# 奉恩辅国公
奉恩辅国公（转写：kesi-be tuwakiyara gurun-de aisilara gung）是清朝宗室、覺羅、外藩爵位，為六等爵，次於奉恩鎮國公、高於不入八分鎮國公和不入八分辅国公。為入八分公當中最低等級的爵位。

## 曾封奉恩辅国公者

### 宗室
- 太祖努尔哈赤
  - 褚英，太祖第一子。
    - 杜度，褚英第一子。
      - 杜爾祜，杜度第一子。初封輔國公。崇德七年，襲鎮國公。因罪革爵，黜宗室。順治二年，以功復宗室，封輔國公。八年，晉貝勒。
        - 敦達，杜爾祜第五子。
          - 普貴，敦達第一子。
            - 誠保，普貴第七子。雍正五年，封輔國公。乾隆十九年，卒。
              - 慶春，誠保第二子。乾隆二十年，襲輔國公。三十八年，卒。
                - 恆穎，慶春第一子。乾隆三十八年，襲輔國公。道光元年，卒。
                  - 純福，恆穎第二子。追封輔國公。
                    - 崇錫，純福子。道光元年，襲輔國公。咸豐四年，卒。
                      - 端秀，崇錫第一子。咸豐四年，襲輔國公。光緒二年，卒。
                        - 光裕，端秀第四子。光緒二年，襲輔國公。二十六年，殉難。
                          - 廣壽，光裕子。光緒二十八年，襲輔國公。

            - 智保，普貴第十一子。雍正元年，襲輔國公。三年，卒。
            - 蘇保，普貴第十三子。雍正三年，襲輔國公。四年，卒。

          - 普昌，敦達第六子。康熙三十三年，封輔國公。三十五年，卒。無嗣。

        - 準達，杜爾祜第八子。
          - 善綬，準達第五子。雍正元年，追封輔國公品級。
          - 永齊，準達第七子。雍正四年，襲輔國公。十一年，緣事革退。
          - 蘇爾禪，準達第十二子。雍正十一年，襲輔國公。乾隆四年，卒。
            - 廣齡，蘇爾禪第二子。乾隆四年，襲輔國公。十年，卒。
              - 博爾莊武，廣齡第三子。乾隆十一年，襲輔國公。五十二年，卒。

      - 穆爾祜，杜度第二子。天聰九年，以功封輔國公。崇德七年，因罪革爵，黜宗室。順治四年，晉輔國公。六年，晉貝子。
      - 特爾祜，杜度第三子。崇德四年，封輔國公。七年，因罪革爵，黜宗室。順治二年，以功復入宗室，封輔國公。六年，晉貝子。
        - 登塞，特爾祜第三子。康熙三年，襲輔國公。十二年，晉鎮國公。
          - 瑟爾臣，登塞第十一子。雍正二年，襲輔國公。乾隆十五年，卒。
            - 德朗阿，瑟爾臣第二子。乾隆二十一年，襲輔國公。二十二年，緣事革退。

      - 杜努文，杜度第六子，順治二年，以功封輔國公。五年，卒。
      - 薩弼，杜度第七子。順治二年，以功封輔國公。六年，晉貝子。
        - 巴鼐，薩弼第一子。
          - 阿布蘭，巴鼐第三子。康熙二十三年，襲輔國公。雍正元年，封貝勒。二年，緣事革爵，仍授輔國公。
          - 法布蘭，巴鼐第四子。乾隆十五年，追封輔國公。 
            - 法爾善，法布蘭第一子。雍正五年，襲阿布蘭之輔國公。乾隆五年，卒。
              - 祿慶，法爾善第二子。乾隆五年，襲輔國公。二十三年，緣事降三等鎮國將軍。

    - 尼堪，褚英第三子。
      - 蘭布，尼堪第一子。
        - 賴士，蘭布第四子。康熙十八年，襲輔國公。五十三年，緣事革退。雍正八年，授輔國公品級。十年，卒。
          - 伊爾敦，賴士第二子。雍正四年，襲輔國公。乾隆十四年，卒。
            - 富春，伊爾敦第七子。乾隆十四年，襲輔國公。四十二年，緣事革退。 
              - 斌英，富春第三子。乾隆三十二年，襲輔國公。四十三年，晉鎮國公。 
                - 果爾豐阿，斌英第一子。
                  - 有麟，果爾豐阿第二子。道光十二年，緣事降輔國公。十九年，緣事革退。

        - 務友，蘭布第五子。康熙十八年，封輔國公。四十八年，卒。
          - 富增，務友第六子。康熙五十三年，襲賴士之輔國公。雍正四年，緣事革退。

  - 代善，太祖第二子。
    - 岳託，代善第一子。
      - 羅洛渾，岳託第一子。
        - 諾尼，羅洛渾第三子。
          - 諾恩託和，諾尼第十三子。康熙四十四年，襲輔國公。乾隆四年，卒。
            - 斗寶，諾恩託和第五子。乾隆五年，襲輔國公。二十四年，緣事革退。

      - 喀爾楚渾，岳託第二子。
        - 克齊，喀爾楚渾子。
          - 祿賓，克齊第一子。雍正四年，緣事革退。復封輔國公。乾隆八年，卒。

    - 碩託，代善第二子。崇德四年，緣事降輔國公。尋復封貝子。
    - 薩哈璘，代善第三子。天命十一年，以功封貝勒。崇德元年，晉郡王。
      - 勒克德渾，薩哈璘第二子。
        - 諾羅布，勒克德渾第三子。
          - 錫保，諾羅布第四子。
            - 熙良，錫保第一子。雍正三年，封輔國公。十年，封世子。

      - 杜蘭，薩哈璘第三子。
        - 訥默孫，杜蘭第一子。康熙十四年，襲輔國公。五十三年，卒。 
          - 訥圖，訥默孫第三子。康熙五十三年，襲輔國公。乾隆二年，卒。
            - 興英，訥圖第四子。乾隆二年，襲輔國公。十八年，卒。
              - 崇尚，興英第一子。乾隆十八年，襲輔國公。嘉慶十二年，卒。

        - 弼禮克，杜蘭第二子。康熙九年，封輔國公。十六年，卒。

    - 瓦克達，代善第四子。
      - 噶爾賽，瓦克達第三子。
        - 海清，噶爾賽第一子。康熙二十一年，封輔國公。二十五年，以父罪革退。

    - 瑪占，代善第六子。崇德元年，以功封輔國公。三年卒。
    - 滿達海，代善第七子。崇德六年，以功封輔國公。順治二年，晉貝子。
      - 常阿岱，滿達海第一子，
        - 星尼，常阿岱第六子。康熙四年，襲貝子。二十七年，緣事革退。五十二年，復降襲輔國公。

  - 阿拜，太祖第三子。
    - 席特庫，阿拜第一子。
      - 英額里，席特庫第三子。順治八年，晉輔國公。康熙二十一年，卒。
      - 英格宜，席特庫第四子。順治八年，晉輔國公。康熙二十四年，卒。

    - 干圖，阿拜第四子。順治八年，晉輔國公。十六年卒。
    - 鞏安，阿拜第六子。順治六年，晉輔國公。康熙二十一年卒。
    - 灝善，阿拜第七子。順治八年，晉輔國公。康熙四十五年卒。

  - 湯古代，太祖第四子。
    - 聶克塞，湯古代第一子。順治九年，緣事降輔國公。尋又降三等輔國將軍。

  - 塔拜，太祖第六子。順治十五年，追封輔國公。
    - 額克親，塔拜第二子。順治四年，封輔國公。六年，晉鎮國公。
    - 班布尔善，塔拜第四子。順治八年，晉輔國公。康熙五年，革爵。
    - 拔都海，塔拜第六子。順治八年，晉輔國公。十七年，卒。

  - 阿巴泰，太祖第七子。 
    - 尚建，阿巴泰第一子。
      - 蘇布圖，尚建第一子。初封輔國公。順治三年，以功晉貝子。

    - 博和託，阿巴泰第二子。初封輔國公。順治元年，以功晉貝子。
      - 翁古，博和託第一子。初封輔國公。順治四年，卒。
        - 博尼，翁古第一子。順治四年，襲輔國公。六年，卒。

      - 錦柱，博和託第二子。初封輔國公。順治六年，卒。
      - 彰泰，博和託第四子。
        - 屯珠，彰泰第三子。追封貝子品級。 
          - 安詹，屯珠子。 
            - 逢信，富爾都子，安詹嗣子。康熙五十七年，襲輔國公。乾隆十二年，卒。
              - 盛昌，逢信第二子。乾隆十二年，襲輔國公。二十二年，緣事革退。二十三年，晉輔國公。五十二年，卒。
                - 慶怡，盛昌第一子。乾隆五十二年，襲輔國公。嘉慶十八年，卒。
                  - 景綸，成綿子，慶怡嗣子。嘉慶十八年，襲輔國公。道光十九年，緣事革退。
                  - 景崇，成綿子。道光十九年，襲輔國公。咸豐八年，緣事革退。 
                    - 純堪，景錫子，景崇姪。咸豐九年，襲輔國公。光緒八年，卒。 
                      - 麟嘉，純堪第一子。光緒九年，襲輔國公。二十七年，卒。 
                        - 增培，麟嘉嗣子。光緒二十八年，襲輔國公。

    - 岳樂，阿巴泰第四子。
      - 瑪爾渾，岳樂第五子。
        - 華圯，瑪爾渾第四子。
          - 錫貴，華圯嗣子，華斌第二子。
            - 岱英，錫貴子。追封輔國公。 
              - 布蘭泰，岱英子。嘉慶十年，襲輔國公。道光元年，卒。 
                - 恆明，布蘭泰第四子。道光元年，襲輔國公。咸豐十年，卒。
                  - 裕恪，恆明第三子。咸豐十一年，襲輔國公。同治十二年，卒。 
                    - 意普，裕恪第二子。同治十二年，襲輔國公。

            - 奇崑，錫貴子。乾隆四十三年，以阿巴泰、岳樂功，命奇昆襲輔國公。四十七年，卒。
              - 崇積，奇昆第三子。乾隆四十七年，襲輔國公。嘉慶九年，緣事革退。

  - 太宗皇太极，太祖第八子。
    - 豪格，太宗第一子。
      - 猛峨，豪格第五子。
        - 延授，猛峨第二子。
          - 揆惠，延授第一子，康熙五十四年，襲輔國公。雍正元年革。

    - 葉布舒，太宗第四子。康熙八年，封輔國公，二十九年卒。
    - 碩塞，太宗第五子。
      - 博翁果诺，碩塞第二子。
        - 福苍，博翁果诺第五子。
          - 球琳，福苍第一子。
            - 德謹，球琳第二子。乾隆二十三年，封輔國公，二十八年革。

    - 高塞，太宗第六子。初封輔國公，康熙八年，晉鎮國公。
    - 常舒，太宗第七子。康熙八年，封輔國公，十四年，革，三十七年，封輔國公品级，三十八年卒。
    - 韜塞，太宗第八子。康熙八年，初封輔國公，三十四年卒。
    - 世祖福临，太宗第九子。
      - 福全，世祖第二子。
        - 保泰，福全第三子。
          - 廣善，保泰第一子。雍正二年，封公品级，六年革。
          - 广华，保泰第三子。雍正二年，封輔國公，寻革。

        - 保綬，福全第五子。初封輔國公品级，康熙四十五年卒。

      - 圣祖玄烨，世祖第三子。
        - 胤禔，聖祖第一子。
          - 弘昉，胤禔第二子。
            - 永揚，弘昉第九子。乾隆三十八年襲輔國公，尋緣事革退。

        - 胤礽
          - 弘㬙，胤礽第十子。
          - 弘晉，胤礽第三子。康熙五十六年卒，照輔國公品級殯葬。
            - 永璥，弘晉第三子。乾隆元年封輔國公，五十二年卒。

          - 弘曣，胤礽第六子。雍正六年封輔國公，乾隆十五年卒，
            - 永瑋，弘曣第一子。乾隆十五年襲輔國公，五十二年卒，
              - 綿佐，永瑋第五子。乾隆五十三年襲輔國公，嘉慶十一年卒。

          - 弘晀，胤礽第七子。雍正十二年封輔國公，乾隆三十四年緣事革退。
          - 弘㬙，胤礽第十子。乾隆元年封輔國公，四年襲理郡王。
            - 永曖，弘㬙第一子。
              - 綿溥，永曖第二子。
                - 奕灝，綿溥第一子。道光十八年復襲輔國公，尋緣事革退。
                  - 載寬，奕灝第三子。道光十年襲輔國公，十八年卒。
                  - 載岱，奕芝子，奕灝族侄。道光十九年襲奕灝之輔國公爵，同治十三年卒。
                    - 溥豐，載岱第一子。光緒元年襲輔國公，二十二年卒。
                      - 毓炤，溥豐第四子。光緒二十二年襲輔國公。

          - 弘晥，胤礽第十二子。乾隆三年封輔國公，四十年卒。

        - 胤祉，聖祖第三子。
          - 弘暻，胤祉第七子。
            - 永珊，弘暻第三子。
              - 綿策，永珊第三子。嘉慶二年襲輔國公，五年卒。

        - 世宗胤禛，圣祖第四子。
          - 高宗弘历，世宗第四子。
            - 永璜
              - 綿恩，永璜第二子。
                - 奕紹，綿恩第二子。嘉慶七年晉輔國公，八年晉貝子。
                  - 載銓，奕紹第一子。道光十五年晉輔國公，十六年襲定郡王。

              - 綿懿，永璜第二子。
                - 奕緒，綿懿第一子。
                  - 載遷，奕緒第二子。
                    - 溥葵，載遷第一子。光緒二十五年襲輔國公。

            - 永璇
              - 綿志，永璇第一子。
                - 奕絪，綿志第四子。道光十一年封輔國公，十四年襲貝勒。

            - 仁宗顒琰
              - 宣宗旻宁
                - 奕誴，宣宗第五子。
                  - 載濂，奕誴第一子。同治十一年晉輔國公，光緒十五年襲貝勒加郡王銜，二十六年以罪革爵

                - 奕訢，宣宗第六子。
                  - 載澂，奕訢第一子。咸豐十年封輔國公，同治元年晉貝勒。
                  - 載濬，奕訢第三子。同治三年封輔國公，五年卒。

                - 奕譞，宣宗第七子。
                  - 載洸，奕譞第四子。光緒七年封輔國公，十年卒。
                  - 載洵，奕譞第六子，光緒十五年晉輔國公，十六年晉鎮國公。

              - 綿愉
                - 奕詢，綿愉第四子。
                  - 載澤，奕棖第七子，奕詢嗣子。光緒三年襲輔國公，二十年晉鎮國公。

            - 永璘，高宗第十七子。
              - 綿愍，永璘第三子。嘉慶七年封輔國公，二十四年晉貝子。

          - 弘晝，世宗第五子。
            - 永煥，弘晝第六子。
              - 綿僧，永煥第一子。乾隆四十九年襲輔國公，嘉慶十二年卒。

          - 弘曕，世宗第六子，嗣胤禮後。乾隆二十八年緣事降貝勒，三十年復封果郡王。
            - 永瑹
              - 綿從，永瑹第一子。
                - 奕湘，綿律第一子，綿從嗣子。
                  - 載卓，奕湘第三子。光緒七年襲輔國公，三十三年卒。
                    - 溥閻，載卓子。光緒三十三年襲輔國公。

        - 胤祺
          - 弘昇，胤祺第一子。
            - 永澤，弘昇第三子。
              - 綿疆，永澤第四子，嘉慶十五年襲輔國公，十六年卒。
              - 綿崧，永澤第四子。道光十五年襲輔國公，十七年卒。
                - 奕禮，綿崧子。道光十八年襲綿崧輔國公之爵，二十九年卒。
                  - 載茯，奕禮第一子。道光二十九年襲輔國公，同治元年卒。

          - 弘晊，胤祺第二子。雍正三年封輔國公，五年晉鎮國公。

        - 胤䄉，聖祖第十子。乾隆二年封輔國公品級，六年卒。
        - 胤祹，聖祖第十二子。康熙四十八年封貝子，六十一年晉履郡王，雍正元年緣事降貝子，二年降鎮國公。
        - 胤祥
          - 弘皎
            - 永福，弘皎第二子。
              - 綿譽，永福第四子。
                - 奕格，綿譽第三子。
                  - 載敦，奕格第二子。
                  - 載泰，胤祥第五世孫，奕增子。同治三年襲載敦所遺之輔國公，五年緣事革退。
                  - 載帛，胤祥第五世孫，奕協子。同治五年襲載泰所遺之輔國公。

        - 胤禵，聖祖第十四子。乾隆二年封輔國公，十二年晉貝勒。
        - 胤禑，聖祖第十五子。
          - 弘慶
            - 永珔，弘慶第一子。
              - 綿岫，永珔第一子。
                - 奕橚，綿岫第一子。
                  - 載璨，奕橚第二子。同治五年襲輔國公，光緒十一年卒。
                    - 溥釗，載霞子，載璨嗣子。光緒十一年襲輔國公。

        - 胤祿
          - 弘普，胤祿第二子。
            - 永瑺，弘普第一子。乾隆八年襲輔國公，三十二年襲莊親王。

          - 弘曧，胤祿第八子。乾隆三十二年襲輔國公，嘉慶十一年卒。
            - 永蕃
              - 綿護，永蕃第一子。嘉慶十二年襲輔國公，十八年襲莊親王。

        - 胤禕，聖祖第二十子。雍正十二年緣事降輔國公，十三年復貝勒。
          - 弘閏，胤禕第二子。
            - 永玉，弘閏第一子。乾隆五十七年襲輔國公，道光七年卒。

      - 常宁，世祖第五子。
        - 海善，常宁第三子。
          - 禄穆布，海善子。
            - 斐苏，禄穆布子。
              - 明韶，斐苏第二子。
                - 晋昌，明韶第一子，嘉庆二十二年，封輔國公，道光八年卒。
                - 晋隆，明韶第二子，嘉庆八年，襲輔國公，嘉庆二十二年，革。

  - 巴布泰，太祖第九子。順治四年，晉輔國公。八年，晉鎮國公。
    - 噶布喇，巴布泰第一子。順治八年，晉輔國公。康熙十六年卒。

  - 阿濟格，太祖第十二子。
    - 和度，阿濟格第一子。初封輔國公。順治元年，晉貝子。
    - 傅勒赫，阿濟格第二子。康熙元年，追封鎮國公。
      - 構孳，傅勒赫第二子。順治十八年，封輔國公。康熙五年，卒。
      - 綽克都，傅勒赫第三子。康熙四年，封輔國公。三十七年，緣事革退。
        - 素嚴，綽克都第一子。康熙二十一年，封輔國公。三十一年，卒。
        - 興綬，綽克都子。追封輔國公。
          - 九成，興綬子。乾隆十一年，襲輔國公。二十六年，緣事革退。

        - 普照，綽克都第八子。康熙三十七年，襲輔國公。五十二年，緣事革退。雍正元年，以功復封輔國公。二年，卒。 
          - 亨新，普照子。雍正二年，襲輔國公。十年，追論父罪，革爵。

        - 經照，綽克都第九子。康熙五十二年，襲輔國公。雍正十年，緣事革退。
          - 璐達，綽克都孫，隆德子。雍正十年，襲輔國公。乾隆六年，卒。
            - 麟魁，璐達第一子。乾隆六年，襲輔國公。十年，緣事革退。

  - 賴慕布，太祖第十三子。順治十年，追封輔國公，
    - 来祜，賴慕布第一子。順治八年，晉輔國公。康熙八年，緣事革退。

  - 多鐸，太祖第十五子。
    - 多尼，多鐸第二子。
      - 鄂扎，多尼第二子。
        - 德昭，鄂扎第五子。
          - 修齡，德昭第十五子。修龄袭功宜布爵为輔國公，授左宗正。乾隆三十六年，襲信郡王。

    - 察尼，多鐸第四子。康熙二十七年，卒。以輔國公品級殯葬。
    - 多爾博，多鐸第五子，多爾袞嗣子。
      - 蘇爾發，多爾博第二子。
        - 塞勤，蘇爾發第一子。康熙四十七年，襲輔國公。雍正七年，卒。
          - 齊努渾，塞勤第一子。雍正七年，襲輔國公。乾隆九年，卒。
          - 功宜布，塞勤第五子。乾隆九年，襲輔國公。十一年，卒。
            - 如松，功宜布第三子。乾隆十一年，襲輔國公。二十七年，襲信郡王。
              - 淳颖，如松子。乾隆三十六年，襲輔國公。四十三年正月，襲睿親王。

    - 費揚古，多鐸第八子。康熙五十一年，晉輔國公。五十八年，緣事革退。
- 穆爾哈齊，顯祖第二子。初封誠毅貝勒。天命五年，卒。
  - 達爾察，穆爾哈齊第二子。天命九年，卒。順治十年，追封輔國公。
    - 穆青，達爾察第四子。順治八年，晉輔國公。康熙十二年，卒。

  - 漢岱，穆爾哈齊第五子。順治四年，晉輔國公。八年，晉鎮國公。
    - 海蘭，漢岱第一子。順治八年，晉輔國公。十二年，卒。
    - 席布錫綸，漢岱第二子。順治八年，晉輔國公。尋卒。
    - 嵩布圖，漢岱第三子。順治六年，封三等輔國公。八年，晉輔國公。尋卒。

  - 塔海，穆爾哈齊第七子。順治八年，晉輔國公。康熙四年，卒。
  - 祜世塔，穆爾哈齊第九子。順治八年，晉輔國公。康熙二年，卒。
  - 喇世塔，穆爾哈齊第十子。順治八年，封輔國公。十七年，卒。
- 舒爾哈齊，顯祖第三子。
  - 阿敏，舒爾哈齊第二子。
    - 固爾瑪渾，阿敏第三子，崇德四年，封輔國公。尋因父獲罪革爵。順治五年，復封輔國公。六年，晉貝子。
      - 瑪爾圖，固爾瑪渾第一子。
        - 鄂斐，瑪爾圖子。康熙四十六年，襲堂弟齊克塔爾之輔國公爵。五十四年，卒。	
          - 鄂齊，鄂斐第五子。雍正四年，襲輔國公。五年，晉鎮國公。

      - 瓦三，固爾瑪渾第四子。康熙二十年，襲輔國公。二十四年，卒。
        - 齊克塔哈，瓦三第二子。康熙二十五年，封輔國公。四十六年，緣事革退。

    - 恭阿，阿敏第四子。
      - 法塞，恭阿子。順治八年，襲輔國公。康熙四十九年，卒。

    - 果賴，阿敏第六子。
      - 翁武，果賴第一子。順治九年，襲輔國公。十四年，卒。

  - 扎薩克圖
    - 扎克納，扎薩克圖第二子。崇德四年，封鎮國公。尋緣事降輔國公。七年，以罪黜宗室。順治二年，復入宗室，封輔國公。六年，晉貝子。九年，以罪革爵，十四年，以軍功授輔國公品級。十六年，卒於軍。

  - 圖倫，舒爾哈齊第四子。甲寅年，卒。追封多羅貝勒。諡曰恪僖。
    - 屯齊喀，圖倫第一子。崇德四年，封輔國公。順治元年，封貝子。
      - 溫齊哈，屯齊喀第一子。
        - 滿度，溫齊哈第一子。順治十五年，襲輔國公。十七年，卒。

    - 屯齊，圖倫第二子。崇德四年，封輔國公。順治元年，晉貝子。
      - 溫齊，屯齊第一子。康熙十六年，降輔國公。十八年，緣事革退。
        - 額爾圖，溫齊第二子。
          - 愛音圖，額爾圖第一子。康熙五十八年，襲輔國公。乾隆六年，卒。
            - 吉存，愛音圖第七子。乾隆七年，襲輔國公。十二年，卒。
              - 特通額，吉存第一子。乾隆十二年，襲輔國公。三十四年，卒。
                - 英盛額，特通額第一子。乾隆三十五年，襲輔國公。四十九年，降不入八分輔國公。

  - 費揚武，舒爾哈齊第八子。崇德四年，緣事革爵。尋復封輔國公。八年，卒。
    - 尚善，費揚武第二子。順治元年，封輔國公。尋晉貝子。
      - 門度，尚善第四子。康熙三十七年，緣事革退。尋封輔國公。雍正四年，因罪革爵。
      - 根度
        - 裕綬，根度第四子。雍正四年，襲門度之輔國公爵。乾隆五年，卒。
          - 嵩椿，裕綬第六子。乾隆六年，襲輔國公。六十年，卒。
            - 景熠，嵩椿第一子。乾隆五十七年，襲輔國公。嘉慶六年，緣事革退。
            - 景煥，嵩椿第二子。嘉慶六年，追封輔國公。
              - 祿義，景煥子。嘉慶六年，襲輔國公。咸豐九年，卒。
                - 恩弼，祿義嗣子。咸豐十年，襲輔國公。同治四年，緣事革退。	
                  - 榮頤，恩弼族弟桂香之子。同治四年，襲恩弼之輔國公爵。光緒二十三年，卒。
                    - 壽全，榮頤第一子。光緒二十四年，襲輔國公。

    - 傅喇塔，費揚武第四子。順治二年，封輔國公。六年，晉貝子。十六年，緣事降輔國公。十八年，復封貝子。
      - 福善，傅喇塔第二子。
        - 德瞻，福善第一子。

      - 福存，傅喇塔第五子。
        - 德普，福存第二子。
          - 恆魯，德普第一子。雍正七年，襲輔國公。乾隆三十年，卒。
            - 興兆，恆魯第二子。乾隆三十七年，襲輔國公。嘉慶四年，緣事革退。
              - 成寬，興兆第一子。嘉慶四年，襲輔國公。十二年，卒。
              - 成秀，興兆第三子。嘉慶十二年，襲輔國公。十九年，卒。
                - 繼崑，成秀第一子。嘉慶十九年，襲輔國公。咸豐二年，卒。
                  - 續銘，繼崑第一子。咸豐二年，襲輔國公。同治十三年，卒。
                    - 奎瑛，續忠子，續銘嗣子。光緒元年，襲輔國公。

    - 努賽，費揚武第六子。初封輔國公。順治六年，晉貝子。